# Horodyłów
Horodyłów (ukr. Городилів) – wieś w rejonie złoczowskim obwodu lwowskiego Ukrainy. Do scalenia w 1934 r. w II Rzeczypospolitej miejscowość była siedzibą gminy wiejskiej w powiecie złoczowskim województwa tarnopolskiego.

## Położenie
Na podstawie Słownika geograficznego Królestwa Polskiego i innych krajów słowiańskich Horodyłów to: wieś w powiecie złoczowski, położona 3,9 km na północny-zachód od Złoczowa.